# François Lesné
François Lesné CM (* 10. August 1846 in Maroué, Bretagne; † 11. Februar 1910 in Urmia, Persien) war ein französischer Lazarist und Erzbischof.

## Leben
Der Bretone François Lesné, geboren 1846 in Maroué bei Lamballe in der Diözese Saint-Brieuc, trat am 7. Dezember 1868 in das Seminar der Kongregation der Mission in Paris ein. Wegen des Deutsch-Französischen Krieges nach Saint-Vincent-de-Paul (Landes) ausgewichen, dem Geburtsort des hl. Vinzenz von Paul, legte er dort am 7. Juni 1871 die Ordensgelübde ab. Nach dem Theologiestudium zum Priester geweiht, wurde er 1874 in die Mission nach Persien entsandt, wo er – von wenigen Reisen nach Frankreich abgesehen – sein ganzes Leben verbrachte.
1896 wurde er von Papst Leo XIII. zum Apostolischen Delegaten in Persien und Apostolischen Administrator von Isfahan ernannt und am 28. Juni des Jahres mit dem Titularsitz Philippolis von Kardinal Richard de la Vergne zum Bischof geweiht.
Lesné, der in Urmia residierte, unterhielt beste Beziehungen zur persischen Regierung; insbesondere Schāh Nāser ad-Din bezeigte ihm immer wieder sein Wohlwollen. Durch seine Initiative ließen sich die Missionare 1900 in Täbris nieder und eröffneten dort eine Schule; 1904 holte er die Vinzentinerinnen nach, die dort ein Waisenhaus und eine Schule betrieben und eine Apotheke und ein Krankenhaus gründeten. Im selben Jahr, 1904, erlangte die Mission den Besitz der Niederlassung in Isfahan zurück, wo eine große Gruppe von Katholiken im armenischen Vorort Dschulfa lebte.